# Magyar Mozgókép Díj a legjobb operatőrnek
A Magyar Mozgókép Díj a legjobb operatőrnek (korábban Magyar Filmdíj) elismerés a 2014-ben alapított Magyar Filmdíjak egyike, amelyet a Magyar Filmakadémia (MFA) tagjainak szavazata alapján ítélnek oda egy-egy év magyar filmterméséből legjobbnak tartott operatőrnek.
A díjra történő jelölés nem automatikus; arra azon művek alkotói jöhetnek számításba, amelyeket beneveztek a Magyar Mozgókép Fesztiválra. Nevezni az előző év január 1. és december 31. között moziforgalmazásba került vagy kerülő (forgalmazói szándéknyilatkozattal rendelkező), illetve televíziós csatorna műsorára tűzött, vagy nemzetközi filmfesztiválon versenyben vagy versenyen kívül szerepelt művet lehet.
Miután a Filmakadémia operatőr szekciójának tagjai január 1-je és 31-e között megnézték a benevezett műveket, titkos szavazással választják ki saját szakmájuk öt jelöltjét, akik felkerülnek a jelöltek listájára.
A listát február 1-jén hozzák nyilvánosságra. A jelölt alkotásokat a Magyar Filmhét műsorára tűzik.
A második körben az Akadémia tagjai e szűkített listáról választják ki egy újabb titkos szavazás során a díjra érdemesnek tartott személyt.
Az ünnepélyes díjátadóra Budapesten, a Magyar Filmhetet lezáró gálán kerül sor minden év március elején.

## Díjak és jelölések
A nyertesek a táblázat első sorában, félkövérrel vannak jelölve. 2021 óta az alkotói teljesítményeket a műfajokat összevonva értékelik.
| Év (Gála)                | Díjazottak és jelöltek | Megjegyzés               |
| Csak játékfilm kategória | Csak játékfilm kategória | Csak játékfilm kategória |
| ------------------------ | --- | ------------------------ |
| 2016 (1.)                | - Nagy András – Félvilág - Garas Dániel – Swing - Győri Márk – Víkend - Máthé Tibor – Aglaja - Szatmári Péter – Liza, a rókatündér                                                                                 |                          |
| 2017 (2.)                | - Szabó Gábor – A martfűi rém - Juhász Imre – Tiszta szívvel - Máthé Tibor – Jutalomjáték - Nagy András – Hurok - Ragályi Elemér – Gondolj rám                                                                     | [ * 1 ]                  |
| 2018 (3.)                | - Rév Marcell – Jupiter holdja - Herbai Máté – Testről és lélekről - Piotr Sobocinski Jr – Aurora Borealis – Északi fény - Ragályi Elemér – 1945 - Szatmári Péter – A Viszkis                                      | [ * 2 ]                  |
| 2019 (4.)                | - Erdély Mátyás – Napszállta - Becsey Kristóf és Bálint Dániel – Rossz versek - Garas Dániel – Vándorszínészek - Máthé Tibor – A hentes, a kurva és a félszemű - Nagy András – Örök tél                            | [ * 3 ]                  |
| 2020 (5.)                | - Garas Dániel – Valan – Az angyalok völgye - Hartung Dávid – Guerilla - Marosi Gábor – Akik maradtak - Nagy András – Apró mesék - Reich Dániel – Drakulics elvtárs                                                | [ * 4 ]                  |
| Összevont kategória      | |                          |
| 2021                     | - Nagy András – Post Mortem - Hartung Dávid – Pilátus - Szatmári Péter – Toxikoma - Dobóczi Balázs – Rododendron - Réder György – Spirál                                                                           | [ 5 ] [ * 5 ]            |
| 2022                     | - Rév Marcell – A feleségem története - Nyoszoli Ákos – Külön falka - Maly Róbert – Az unoka - Nagy András – A játszma - Dobos Tamás – Eltörölni Frankot                                                           | [ 6 ] [ * 6 ]            |
| 2023                     | - Nagy András – Blokád - Tóth Levente – Magasságok és mélységek - Dévényi Zoltán – Hat hét - Győri Márk – Hétköznapi kudarcok - Fecske Flóra és Vecsernyés János – Béke – A nemzetek felett                        | [ 7 ] [ 8 ]              |
| 2024                     | - Győri Márk – Hadik - Balog Gábor, Jakab Ervin és Dobondi Lehel – Szolgának születtek - Garai Gábor – Tündérkert – Kísértések kora - Nagy András – Semmelweis - Vecsernyés János – Memento mori – A váci legenda  | [ 9 ] [ 10 ] [ 11 ]      |
| 2025                     | - Dévényi Zoltán – Lepattanó, Ványa bácsi - Buborékkeringő - Balázs István Balázs – Ma este gyilkolunk - Dobos Tamás – Most vagy soha! - Reich Dániel – Véletlenül írtam egy könyvet - Szuromi Mátyás – Kecskeének | [ 12 ] [ 13 ]            |